# Богдан Богдановић (глумац)
Богдан Богдановић (Кучево, 29. март 1991) српски је позоришни и филмски глумац.
Факултет драмских уметности у Београду уписао је 2010. године, а дипломирао 2014. у класи професора Владимир Јевтовића. Прву улогу имао је 2014. године на филму Кад љубав закасни, где је био у улози Милана.

## Филмографија
| Год.       | Назив                   | Улога                    |
| ---------- | ----------------------- | ------------------------ |
| 2010-е▲    |                         |                          |
| 2014.      | Кад љубав закасни       | Милан                    |
| 2014.      | Самац у браку           | Милан                    |
| 2015.      | Бићемо прваци света     | официр                   |
| 2016.      | Петровдан               | утеривач 1               |
| 2016.      | Прваци света            | официр                   |
| 2017.      | Сенке над Балканом      | Михајло                  |
| 2018.      | Војна академија         | црвени везиста           |
| 2020-е▲    |                         |                          |
| 2020.      | Јужни ветар (ТВ серија) | војник Душановац         |
| 2019—2020. | Државни службеник       | Милојевићев возач Сретен |
| 2020.      | Дара из Јасеновца       | Љубо Милош               |
| 2021.      | Певачица (ТВ серија)    | Јелке                    |

## Позоришне представе
- Велики одмор; Саша; режија: Оља Ђорђевић; Позориште „Душко Радовић” Београд
- Плави чуперак; Шмекер; Санра Родић Јанковић; Позориште „Душко Радовић” Београд
- Чаробњак Тимотије и деда мраз; Тимотије; Предраг Штрбац; Позориште „Душко Радовић” Београд
- Преваранти; Поп; Предраг Штрбац; Позориште „Душко Радовић” Београд[2]
- Капетан Џон Пиплфокс; Секира ; Милорад Милинковић; Позориште „Душко Радовић” Београд
- Не оклевај импровизуј!; ауторски пројекат Срђана Ј. Карановића
- Присутност; Мартин; Ана Радивојевић; Ауторски пројекат драмско-музичког студија опере и театра Мадленианум
- Фрида Кало; Отац; Ивана Вујић; опера и театар Мадленианум
- Цврчко и Мравко; Мравко; Ана Радивојевић; Позориште Пуж
- Без домета на крај света; Кизмонијан; Матеја Поповић; Чича Мичино позориште
- Легенда о храбрости; Туторус; Матеја Поповић; Чича Мичино позориште
- Одлазни терминал; Борис; Теа Пухарић; Театар Вук
- Фауст; Мефисто; Иван Јевтовић; Позориште лектира Владимир Јевтовић
- Ромео и Јулија; отац Лаврентије; Иван Јевтовић; Позориште лектира Владимир Јевтовић
- Шта је собар видео, ДАДОВ, Београд